# Live (Alan Parsons)
Live is een album van Alan Parsons uit 1994.
Het album is opgenomen gedurende de tour door Europa in mei 1994. Het is in de studio bewerkt in oktober 1994 en later dat jaar uitgebracht.